# 國民の創生
『國民の創生』（こくみんのそうせい、原題: The Birth of a Nation）は、D・W・グリフィス監督による1915年公開の無声映画。監督・脚本はD・W・グリフィス、主演はリリアン・ギッシュ、ヘンリー・B・ウォルソール。アメリカ映画で最初の長編映画となった。
ミューチュアル社のハリー・E・エイトキンとグリフィスが創設したエポック・プロデューシング・コーポレーションの出資で製作した作品。原作はトーマス・ディクスンの小説『クランズマン』で、グリフィスとディクスンとフランク・ウッズが大幅に脚色した。1,500ショット、上映時間165分・12巻からなり、広告費も含めて約11万ドル（製作費だけでも6万1千ドル）の製作費がかけられた大作で、アメリカ映画最初の長編作品でもある。
物語は、南北戦争とその後の連邦再建の時代の波に翻弄される、アメリカ北部・ペンシルベニア州のストーンマン家とアメリカ南部・サウスカロライナ州のキャメロン家の二つの名家に起こる息子の戦死、両家の子供達の恋愛、解放黒人奴隷による白人の娘のレイプ未遂と投身自殺などの出来事を、南北戦争、奴隷解放やエイブラハム・リンカーンの暗殺、KKKの黒人虐待などを壮大な叙事詩のように、白人の視点から描かれている。
本作は、人種差別的な描写で批判を受け上映禁止運動も起きたが、結果的に作品は大ヒットし、ニューヨークでは44週間連続で上映されたという記録を持つ。また、クロスカッティングや極端なクローズアップ、フラッシュバックなどを効果的に使用するなど、映画技術や編集で画期的な工夫がみられ、映画表現を基礎づけた作品として映画史的に高く評価されている。1992年にアメリカ国立フィルム登録簿に登録された。

## あらすじ
序章として、黒人のアメリカへの流入が簡単に描かれている。

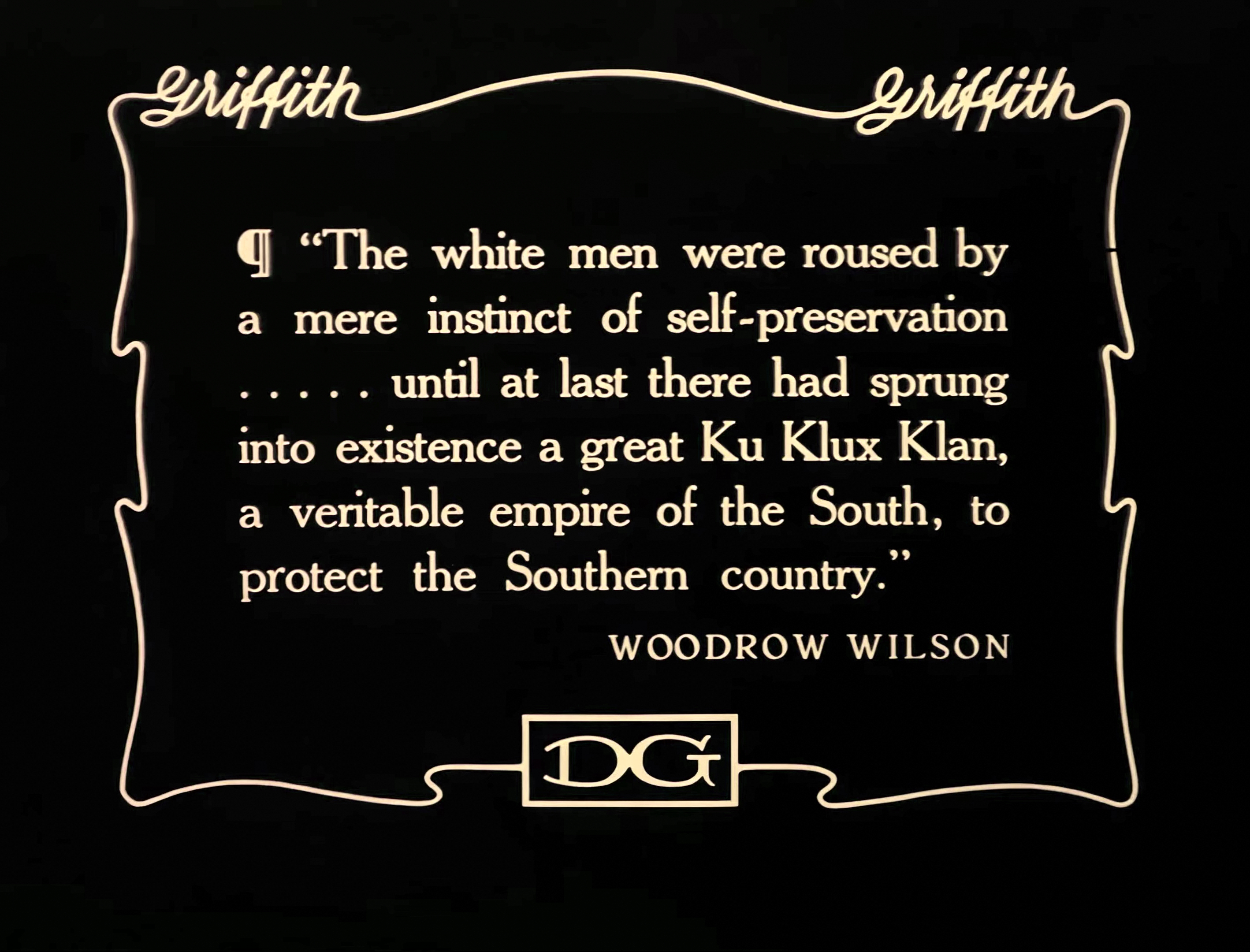
字幕の一部。ウッドロウ・ウィルソン大統領の演説が引用される。また字幕の下部には「DG」という、グリフィスのイニシャルが書かれている

第一部では、物語は北部ペンシルベニア州出身のストーンマン家のフィルとトッドが、級友のキャメロン兄弟に会いに南部のサウスカロライナ州ピドモントを訪ねることから始まる。フィル・ストーンマンはキャメロンの妹マーガレットと恋に落ち、マーガレットの兄ベン・キャメロンはフィルの妹エルジーの写真に一目惚れする。そこへ南北戦争が始まり、フィルとトッドの兄弟は南部を去って北軍に加わる。激戦のためにベンの2人の弟とトッド・ストーンマンは戦死する。ベンの故郷の街ピドモントは北軍に攻撃され、ベンは負傷し、偶然にもフィル・ストーンマンの俘虜になり、エルジーが献身的に看護する。
エルジー・ストーンマンとベンの母は、死刑宣告を受けたベンの解放をリンカーンに請願する。また、フィルとエルジーの父親オースティン・ストーンマンは南部に厳罰を科すよう主張するがリンカーンはこれを許さない。しかし1865年にフォード劇場で、ジョン・ウィルクス・ブースによるリンカーンの暗殺事件が発生し、国に動揺が広がる。

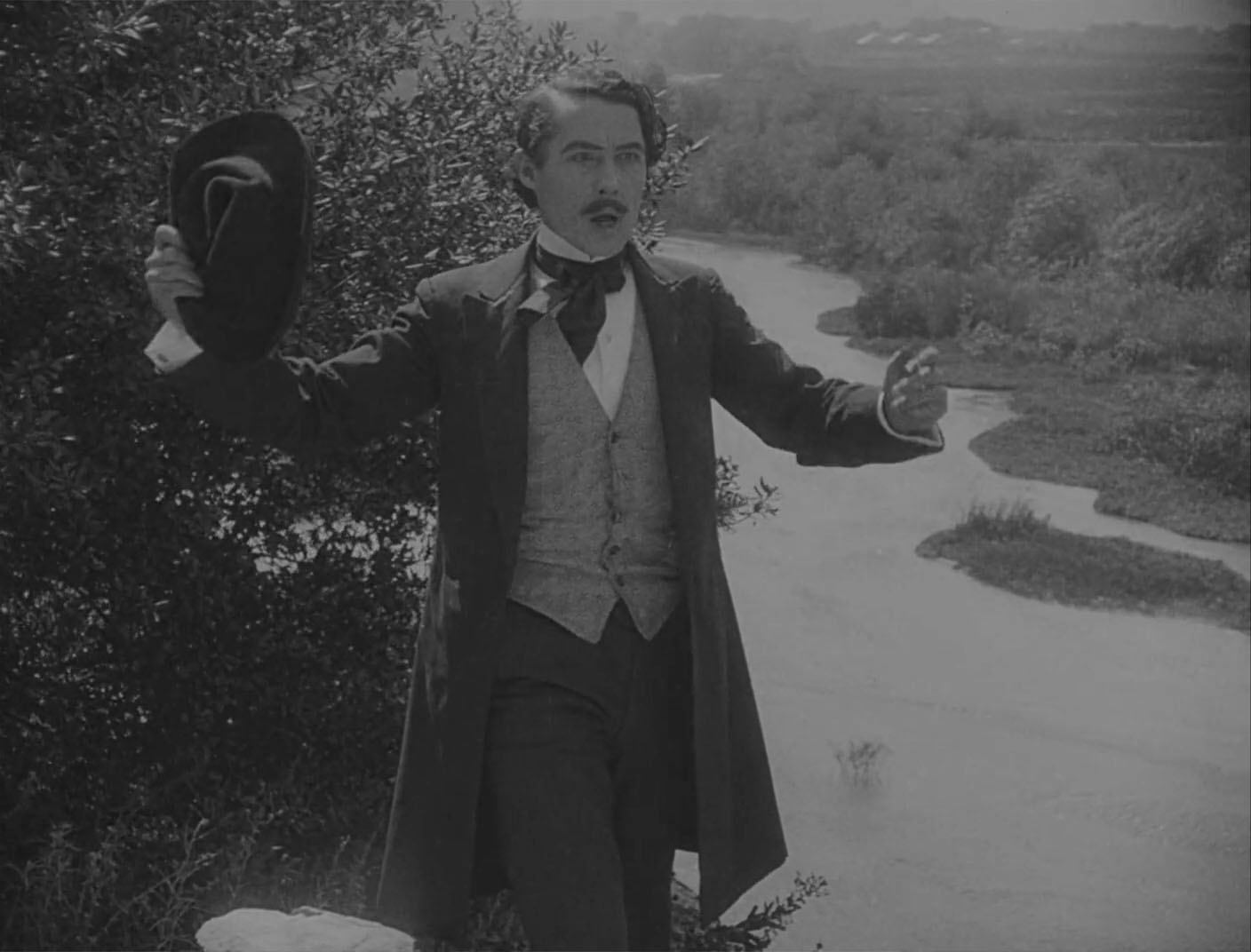
子供の遊びからKKK団結成のインスピレーションを受けるキャメロン

第二部では、オースティンは娘エルジーを伴い南部のサウスカロライナ州へ移り、キャメロン家の隣に住み、南部への政治工作を始め、白人と黒人の混血児サイラス・リンチの手を借りて、直接実力行使に出ようと、その勢力を伸ばそうとする。
解放黒人軍人たちは街でパレードを行い、選挙権を与えられた黒人たちは白人との結婚の自由を法律化する。混血児リンチは政治権力を与えられて、彼のグループと共に南部で、白人たちにとっては目にあまる行為を始める。これに対して、ベン・キャメロンは白人の子供が白い布をかぶり、幽霊の格好をして黒人の子供を怖がらせているのを見てインスピレーションを得て、南部の白人たちとともに「見えざる帝国」すなわち、クー・クラックス・クラン(KKK)を結成し、その指導者の一人となる。その頃、解放奴隷で大尉となった黒人のガスは、キャメロンの娘のフローラに求婚する。フローラはこれを拒否して森に逃げ込み、追いつめられて自ら崖に身を投げ死ぬ。これに激怒したキャメロンとKKK団は黒人のガスをリンチし、有罪判決を下してこれを殺す。

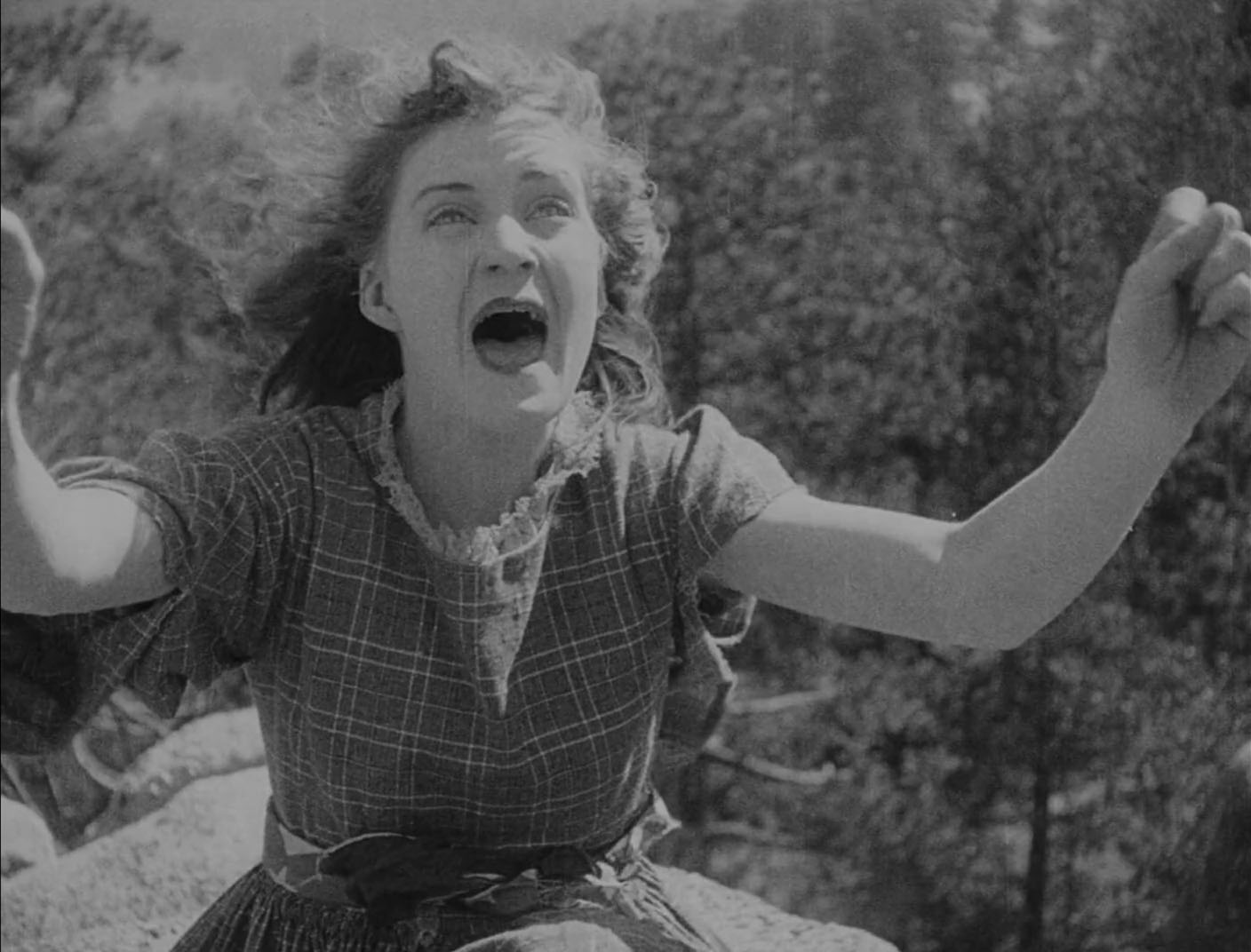
黒人の使用人ガスに求婚されたフローラは森の中へと逃げる

このためキャメロンの父がKKK団の幇助の罪に問われる。マーガレット・キャメロンと婚約したフィル・ストーンマンは、キャメロンの父を救い出し、キャメロン夫人やマーガレットや黒人の使用人と共に森の丸太小屋に隠れ、彼らの追っ手の一軍との戦闘準備を整える。一方エルジー・ストーンマンはリンチの元に直接赴き、フィルやキャメロン一家の助命を嘆願する。しかし、リンチは彼らの助命と引き替えにエルジーとの結婚を強要する。この「危機」に、ベンの率いるKKKたちはリンチの本部を襲って、リンチ一味を倒してエルジーを救い出し、丸太小屋で殺されかけているキャメロン一家とフィル・ストーンマンを救い出す。
こうして、KKKの勢力は、「南部の混乱」を収拾し、ベン・キャメロンとエルジー・ストーンマン、フィル・ストーンマンとマーガレット・キャメロンの2組の恋人は晴れて結ばれる。

## キャスト
| エルマー・クリフトンとリリアン・ギッシュ |  | ミリアム・クーパー |
| エルマー・クリフトンとリリアン・ギッシュ |  | ミリアム・クーパー |

- エルジー・ストーンマン：リリアン・ギッシュ
- フローラ・キャメロン：メエ・マーシュ
- ベンジャミン・キャメロン大佐 - KKKの創設者：ヘンリー・B・ウォルソール（英語版）
- マーガレット・キャメロン - フローラの姉：ミリアム・クーパー（英語版）
- リディア・ブラウン - ストーンマン家の家政婦：メアリー・アルデン
- オースティン・ストーンマン - 下院議長：ラルフ・ルイス（英語版）
- サイラス・リンチ - 白人と黒人の混血：ジョージ・ジーグマン
- ガス - 反逆者：ウォルター・ロング（英語版）
- 鍛冶屋のジェフ：ウォーレス・リード
- エイブラハム・リンカーン：ジョゼフ・ヘナベリー（英語版）
- フィル・ストーンマン - 長男：エルマー・クリフトン
- トッド・ストーンマン - 次男：ロバート・ハーロン（英語版）
- キャメロン夫人：ジョセフィン・クロウェル
- キャメロン博士：スポティスウッド・エイトキン
- ウェイド・キャメロン：ジョージ・ベランジェ
- デューク・キャメロン - 末息子：マックスフィールド・スタンリー
- マミー - 忠実な召使い：ジェニー・リー
- グラント将軍：ドナルド・クリスプ
- リー将軍：ハワード・ゲイ（英語版）

クレジットなし
- ジョン・ウィルクス・ブース：ラオール・ウォルシュ
- 南軍の兵士：デイヴィッド・バトラー
- KKKの団員：ジョン・フォード
- 連合兵士：ユージン・パレット
- ベッシー・ラブ
- チャールズ・キング
- トム・ウィルソン
- エリッヒ・フォン・シュトロハイム

## 製作

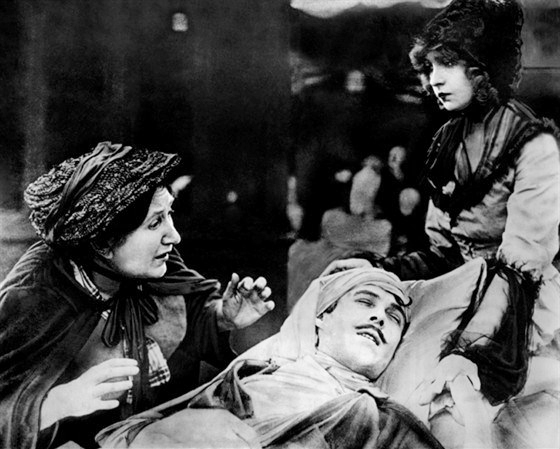
劇中のワンシーン

本作は1914年夏から撮影が行われ、翌年に完成した。もともとは4万ドルの予算でスタートしたが、グリフィスは11万ドルも予算を使ってしまい、当時では最も予算を使った映画となった。撮影だけでも長い期間がかかったが、編集作業も6週間余りの時間を費やした。
専用の映画音楽も作曲されており、フランス映画ではすでに楽譜の提供という形で行われていたが、グリフィスはその効果を意識し、あえてオーケストラ用の伴奏音楽を作曲させ、大規模に活用している。その音楽はジョセフ・カール・ブレイルが担当し、リヒャルト・ワーグナーの「ワルキューレの騎行」などの曲が使われた。
史実の追求は（あくまでグリフィスの目線からの『史実』との限定はされるものの）徹底しており、事実の調査は細かく行い、多くの文献を参考にした。リンカーン暗殺のシーンの撮影では、グリフィスは暗殺当日の演目であった『われらのアメリカのいとこ』という作品の台本を探し出し、暗殺の瞬間の舞台上でのせりふまで再現したという。ちなみにリンカーンが暗殺されるフォード劇場のセットは屋外に作られた。ほかにも衣裳にも凝りに凝り、軍服は当時のものを忠実に再現した。
南北戦争の場面では実際の戦場と似たような場所で撮影され、人のいない戦場場面を隠すために発煙弾が過剰に使われた。
製作にはラオール・ウォルシュ、W・S・ヴァン・ダイク、エリッヒ・フォン・シュトロハイム、ドナルド・クリスプ、ジョン・フォードなど、後に映画監督として大活躍する人たちが助監督やエキストラとして参加している。

### スタッフ
| 作品で編集・助監督として参加し、リンカーンの暗殺者役で出演もしているラオール・ウォルシュ |  | 作品で助監督を務め、ユリシーズ・グラント役で出演しているドナルド・クリスプ |
| 作品で編集・助監督として参加し、リンカーンの暗殺者役で出演もしているラオール・ウォルシュ |  | 作品で助監督を務め、ユリシーズ・グラント役で出演しているドナルド・クリスプ |

- 原作：トーマス・ディクスン　『The Clansman』
- 監督：D・W・グリフィス
- 脚本：D・W・グリフィス、F・E・ウッズ、トーマス・ディクスン
- 撮影：G・W・ビッツァー
- 衣装：ロバート・ゴールドスタイン
- 伴奏音楽編曲：ジョセフ・カール・ブレイル
- 編集：D・W・グリフィス、ジョセフ・ヘナベリー、ジェームズ・スミス、ローズ・スミス、ラオール・ウォルシュ
- 助監督：ジャック・コンウェイ、ラオール・ウォルシュ、エリッヒ・フォン・シュトロハイム、W・S・ヴァン・ダイク、エルマー・クリフトン、ドナルド・クリスプ、アラン・ドワン、ジョージ・シーグマン、ヘンリー・B・ウォルソール、トム・ウィルソン

## 公開
1915年2月8日にロサンゼルスで小説と同じ『The Clansman』の題名で作品を公開させていたが、その1か月後の3月3日には『The Birth of a Nation』へ改題され、ニューヨークのリバティ劇場にてオーケストラの伴奏付きで公開された。入場料は当時としては高額の2ドルだったが、作品は大ヒットして44週間にわたり続映された。当時の記録によると、完成後2年間で2500万人が見たという。さらに興業収入は全世界で1000万ドル以上を記録し、アメリカだけでも300万ドルを記録したため、物価上昇率も考慮するとアメリカ映画最大の大ヒット映画となった。
本作はホワイトハウスで上映された史上初の映画であり、当時の大統領ウッドロウ・ウィルソンが鑑賞した。
日本公開は1924年で、公開時のタイトルは『国民の創生』であった。現在の一般的な『國民の創生』の表記は、1990年代に同タイトルで発売されたビデオにおいて用いられた表記が一般化したもので、封切当時のパンフレットや1992年ごろまでに出版された書籍においては、すべて『国民の創生』との表記が用いられている。
1921年と1927年には、政治的な観点から短縮ヴァージョンが作られた。1931年にはグリフィスによる監修のもとで再編集と短縮が行われ、オーケストラの音楽や効果音を同調させたサウンド版も作成されている。ビデオ化製品にはより短縮された125分版も存在するが、現在は無削除の190分版のDVDもアメリカで販売されている。

## 評価
ランキング
- 「映画史上最高の作品ベストテン」（英国映画協会『Sight & Sound』誌発表）
  - 1952年：「映画批評家が選ぶベストテン」第24位
  - 1992年：「映画批評家が選ぶベストテン」第61位
- 1998年：「アメリカ映画ベスト100」（AFI発表）第44位
- 2000年：「20世紀の映画リスト」（米『ヴィレッジ・ヴォイス』紙発表）第14位
- 2010年：「エッセンシャル100」（トロント国際映画祭発表）第81位

## 人種差別問題

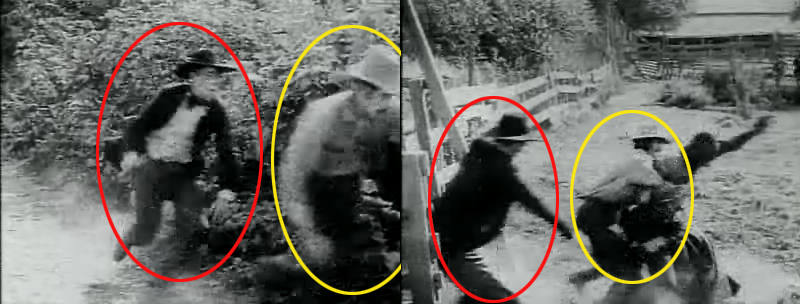
黒人が白人を攻撃するシーン。この作品では黒人は暴力的な人種として描かれ、逆にKKKは英雄として描かれている。

本作は大ヒットすると同時に、人種差別的であるという非難を多く浴びた。この作品では南部の白人の視点で物語られており、後半の南部再編の物語では、現存する人種差別組織クー・クラックス・クランが英雄的に、黒人を悪役として描いている。そのため「南部再編と秩序回復にはKKKの存在が必要不可欠だった」との誤解を与えかねない点で大きな問題があり、上映に際しては反人種差別団体「全米黒人地位向上協会（NAACP）」などが歴史の改竄と人種差別についての観点から、猛抗議と上映禁止運動をさかんに行った。ロサンゼルスでは警察の保護のもとで上映が行われ、シカゴなどの都市では上映が禁止された。そのためこの作品は「アメリカ映画最大の恥」といわれた。後に大統領になったロナルド・レーガンの父は、毎週土曜日、子供たちを映画に連れていったが、人種差別を嫌ったため、子供であるレーガンに、この映画を見せなかったと伝えられる。

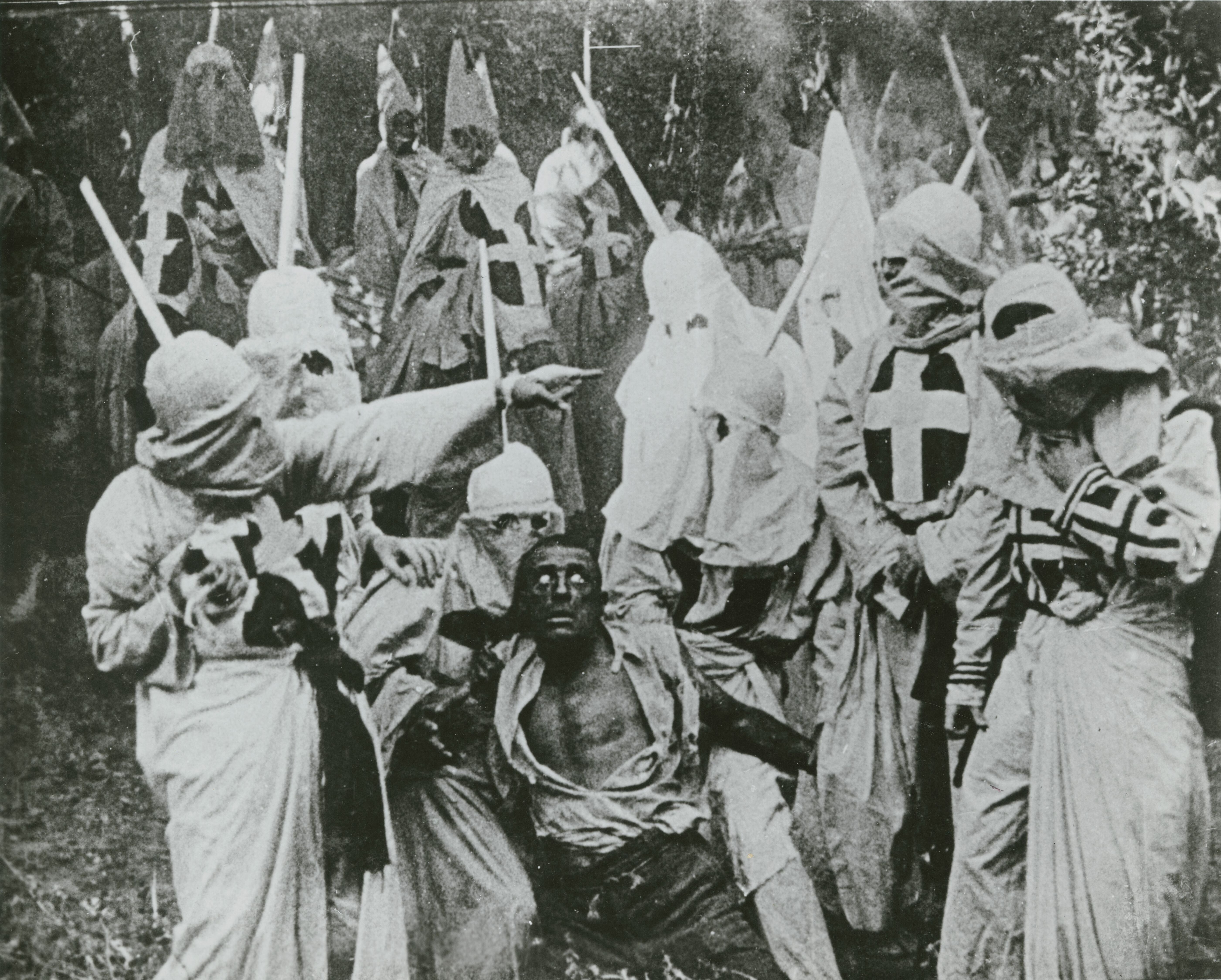
黒塗りの白人俳優ウォルター・ロングが黒人のガスを演じた

1952年、ボルティモアで本作のフィルムが焼かれるという抗議行動が行われている。現在でも、本作品の持つ映画史上の意義をはるかに凌駕する差別助長的内容から、積極的な上映は忌避されている。
また、当時のハリウッドには黒人俳優がほとんどおらず、いても差別によって出演が制限されており、白人俳優が顔を黒く塗って愚か者の黒人を演じる（ミンストレル・ショーの流れを汲んでいる）など、全編を通じて人種差別的であるとの批判を公開当時から強く受けている。
上述の、1931年に公開されたサウンド版では、差別的とされるシーンがカットされたが、エルジー役の白人女優リリアン・ギッシュは自伝の中で「結果として、各シーンが脈絡の無いものになった」と酷評している。

## 映画技法の特徴
現在まで、この映画が語り継がれているのは、主にこの映画の画期的な技術面からである。グリフィスは映画芸術の基礎を築いた人物として映画史に記録されているが、バイオグラフ社時代の短編作品から試みていたカメラの使い方、各画面の迫力、各種の動的な効果、観衆に訴える的確な編集法などを、この作品で一気に開花しているのである。
第1に、編集の素晴らしさである。当時のそれまでの映画はワンシーンワンカットという、たとえて言えば、舞台上での俳優の動きをカメラ側はひたすら動かず固定する手法で撮られていたのである。この作品では一つのシーンを複数のショットで撮ることで、画面内での動きが実に多彩であるばかりでなく、各画面をとてもよく考えて、それらを計算して繋ぐことによって、映画上で絶えずストーリーが流れていることに成功している。
モンタージュにも工夫を凝らしており、並行モンタージュとも呼ばれるクロスカッティングを駆使していることが一つの特徴であり、黒人たちに襲われる白人たちと救出に向かうKKKのシーンなどでこの技法が用いられ、緊迫感を生み出している。ほかにも複数のショットを総合的に組み立てて全体の出来事を見せるという技法を使って、ストーリーの時間の連続性を保てるだけでなく、迫力やエモーショナルな効果、サスペンス効果を盛り上げることにも成功している。

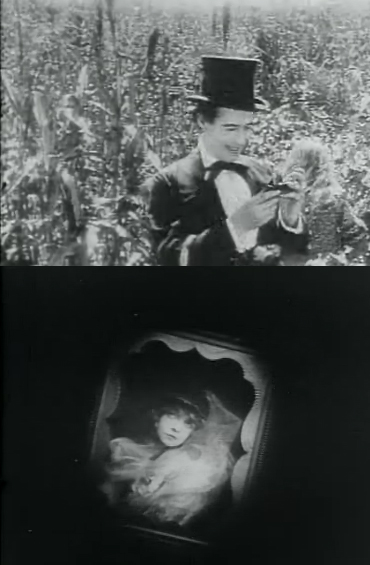
ポイントオブビューによる主観の切り替え

第2に、多くの映画技術を使用して表現したことである。上記のクロスカッティング以外にもカットバック、フラッシュバック（物語の現在より過去に起きたシーンを挿入すること）、クローズアップ、パン（カメラを左右に動かすこと）、移動撮影などがグリフィスが本格的に使った技法で、これらの技法を使いこなしてシーンを構成し視覚的効果を上げている。効果的に用いている。
第3にショットの距離である。1シーンをロングショット、ワイドショット、標準、バストショット、クローズアップなどのそれぞれ距離の違うショットに分解して、しかもそのショットの長さも変化させ、これを組み立てることによって迫力のあるシーンを編集できたのである。中にはロングショットと極端なクローズアップを交互に繋ぎ合わせる場面も見られる。
また、当時のフィルムはオルソクロマティック・フィルムといい、階調度は低いが近景から遠景までピントを合わせることができた（＊これはフィルムの特性ではなく広角レンズを絞り込んで使ったパン・フォーカスと呼べるようなもの）ので、これらの様々な撮影技法にはうってつけであった。
第4に、アイリス・アウト（絞りを開く）の活用である。これは、画面の一部だけから絞りを開いて全体の光景を見せるという技術である。この作品で使われたのは非常に原始的な方法で、レンズの前に穴を開けた紙を置いて、それを破るか外して撮影したと推定される。これは、1つの事象に対してその原因を劇的に提示したのみならず、心理的な効果も狙ったものである。
第5に、シンボリックな表現を多用している、ということである。これは、画面にある事物を置いて、登場人物の意識なり状況を象徴させるという方法である。これも、セルゲイ・エイゼンシュテインらが後に多用した方法である。

## その他

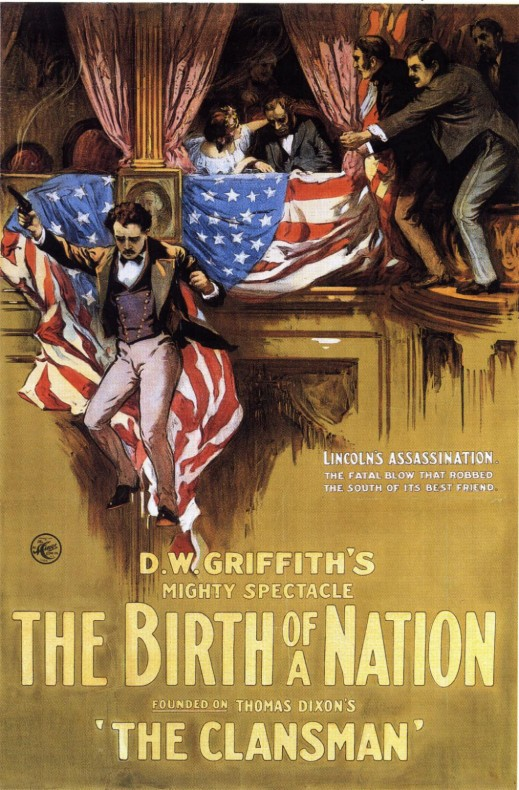
公開時のポスター：リンカーン暗殺の場面

- 黒人の主要な登場人物は上記の通り白人の黒塗りであったが、さらに男性がキャメロン家の女中を演じていた。
- オースティン・ストーンマンは実在のペンシルベニア州の下院議員をモデルとしている。
- D・W・グリフィスはこの作品の製作前に、すでに1巻ものの南北戦争をモデルとしている短編を13本制作していた。
- クランスマンの白衣装はロサンゼルスで広告に使われた。
- 大量の劇場用プリントが1本しか存在しないネガから作られたために、後にプリントを作るたびに画質はどんどん悪くなった。
- オリジナルのタイトル"The Clansman"では映画のテーマの広大さに合わないとして改名させられた。
- カメラ技師のカール・ブラウンによると、これは恋愛映画になることを予想していた。しかし、プレミア上映の時、ロサンジェルス・フィルハーモニックのフル・オーケストラが劇場に入り、指揮者がタクトを振り上げスコアを演奏し始めたのには、そのような初の試みとあまりの大音響のために文字通り腰を抜かすほど驚いたという。しかもグリフィス自身もいくつかのテーマを鳴らすとき、指揮者に合図を送っていたという。
- それぞれの登場人物が伴奏音楽のテーマを持っていた。また、上映劇場の形態によってオルガン用とオーケストラ用のスコアがそれぞれ用意された。
- 本作で儲けた原作者のトーマス・ディクスンは、物議を醸した最初の映画の成功に乗じて金儲けしようとして、映画史上初の長編映画の続編と言われる『国難（国の滅亡）』を監督したが、現在ではフィルムは失われている[3]。